# Massaker von Aussig
Das Massaker von Aussig (auch Aussig-Massaker genannt) war ein gegen die deutschsprachige Zivilbevölkerung gerichteter Pogrom am 31. Juli 1945 in Aussig an der Elbe (Ústí nad Labem) in der Tschechoslowakei. Zentraler Ort der Gewalt war die Dr.-Edvard-Beneš-Brücke (Most Dr. Edvarda Beneše) über die Elbe.
Der Pogrom fand zu einem Zeitpunkt statt, als die offene Gewalt gegenüber den Sudetendeutschen nach dem Ende Zweiten Weltkrieges bereits aufgehört hatte. Auf Druck der britischen Regierung hatte Staatspräsident Edvard Beneš die ungesetzliche Gewalt am 16. Juli 1945 zu Beginn der Potsdamer Konferenz administrativ gestoppt.

## Verlauf

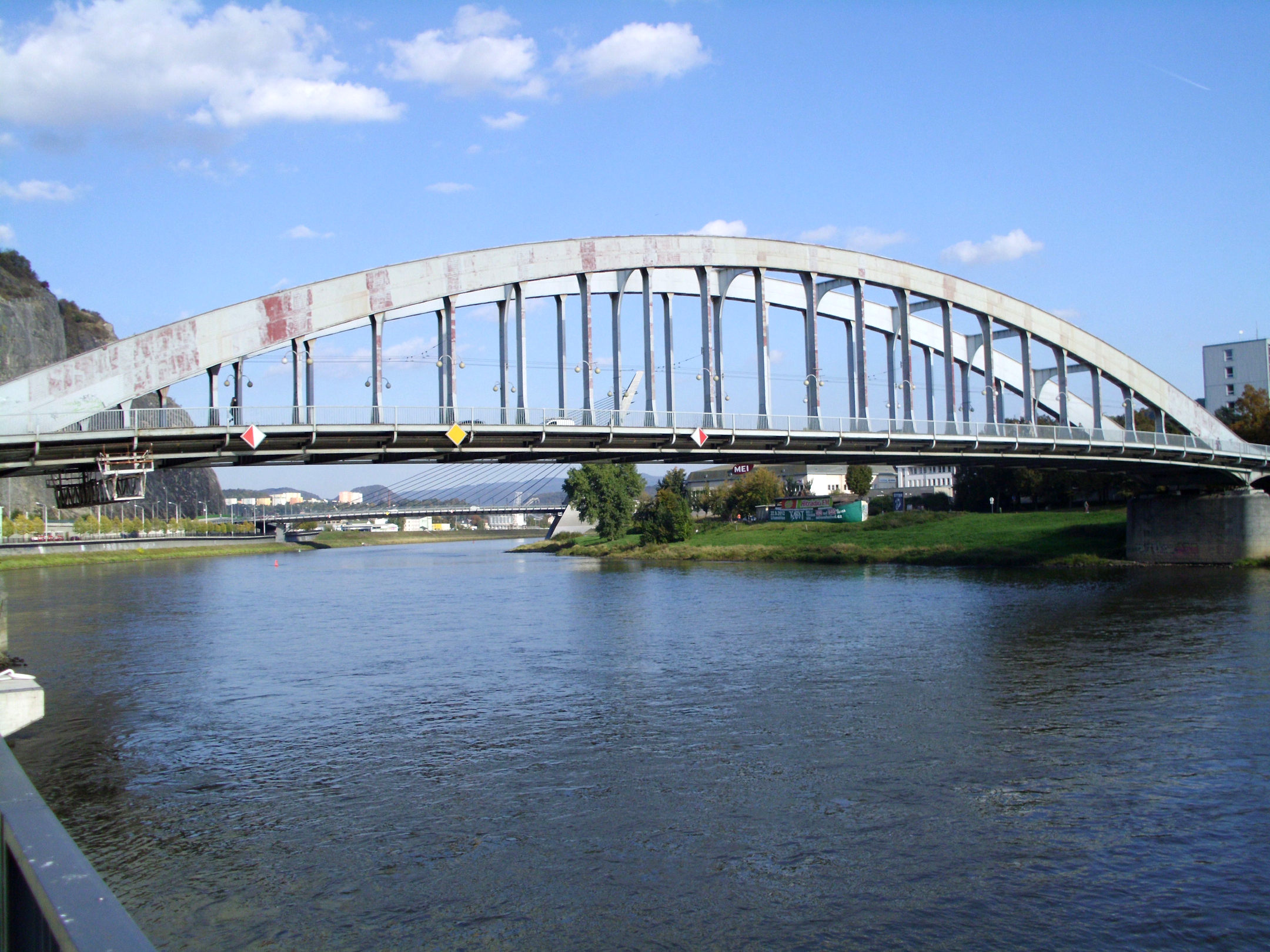
Dr.-Edvard-Beneš-Brücke (Most Dr. Edvarda Beneše) in Ústí nad Labem, zentraler Ort des Massakers vom 31. Juli 1945

Anlass des Pogroms war die Explosion eines Munitionsdepots in der Kabelfabrik im Stadtteil Schönpriesen (Krásné Březno) um 15:33 Uhr, wobei die Fabrik und angrenzende Gebäude wie ein Lager und eine Spedition völlig zerstört wurde. Bei der Explosion starben die tschechische Wachmannschaft und 14 dort beschäftigte deutsche Bürger. Die Detonationen hielten bis etwa 20 Uhr an.
Unmittelbar nach der Explosion wurden deutsche Zivilisten von den tschechischen Revolutionsgarden als vermeintliche Schuldige ausgemacht. Erkennbar waren die Deutschen an weißen Armbinden, die seit dem Ende des Zweiten Weltkriegs bis mindestens Ende 1946 alle Deutschen in der Tschechoslowakei tragen mussten.
Bereits um 16:10 Uhr begannen die Gewalttätigkeiten auf der Elbbrücke, provoziert von Mitgliedern der KPČ und Angehörigen der sowjetischen Roten Armee. Es wurden Menschen von der Brücke gestürzt und im Wasser beschossen. Eine Frau mit Säugling wurde samt Kinderwagen von der Brücke geworfen. Die Leichen trieben bis ins benachbarte Sachsen. Dort wurden an den in Frage kommenden Tagen laut den Totenmatrikeln der Ufergemeinden 80 Leichen von Erschlagenen aus der Elbe geborgen.
Im gesamten Stadtgebiet wurde Menschen erschlagen, mit Bajonetten erstochen oder in einem Löschwasserspeicher ertränkt. Allein vor dem Bahnhof starben mindestens zwölf Menschen. Von der Belegschaft der Firma Georg Schicht in Schreckenstein (Střekov) wurden am Folgetag 17 namentlich bekannte deutsche Mitarbeiter vermisst.
Von der tschechischen Administration wurde das Ereignis als Anschlag der Werwölfe dargestellt. Nach Erkenntnissen der Forschung und aus geheimen tschechischen Unterlagen kann davon ausgegangen werden, dass der Anschlag auf das Depot und auch die angebliche Reaktion der tschechischsprachigen Bevölkerung eine gezielte Aktion der Abteilung Z des tschechoslowakischen Innenministeriums und des tschechoslowakischen Inlandsgeheimdiensts OBZ, waren. Ziel der Aktion war, einen für das Ausland klar erkennbaren Grund zu schaffen, die Vertreibung der deutschsprachigen Minderheit zu vollziehen. Um diesbezügliche Informationen und Zusammenhänge in die gewünschte Richtung zu lenken, wurde Stabshauptmann Bedřich Pokorný mit der offiziellen Untersuchung der Vorgänge beauftragt.

## Opfer
Genaue Opferzahlen waren schwer festzustellen, weil die tschechoslowakische Seite ihre Archive nicht freigab. In Publikationen der Sudetendeutschen Landsmannschaft wurde aufgrund der Angaben Überlebender die Zahl der Opfer jahrelang mit über 2000 angegeben. Ein Argument gegen diese Opferzahlen besteht darin, dass später keine entsprechende Zahl von Vermisstenmeldungen vorgelegt wurde. Bei anderen Pogromen an Deutschen, etwa dem Brünner Todesmarsch und dem Massaker von Postelberg im Juni 1945, korrespondieren hingegen die im Laufe der 1950er Jahre erstellten Vermisstenlisten zahlenmäßig gut mit den nach 1989 auch anhand tschechischer Quellen plausibel bezifferbaren Opferzahlen. Dem Mangel an Vermisstenmeldungen könnte auch der Umstand zugrunde liegen, dass viele der Opfer Vertriebene und damit nicht registrierte Deutsche (z. B. Schlesier) aus anderen Regionen waren.
Tschechische Historiker sprechen von 43–100 Toten; deutsche Historiker gehen von einer Maximalzahl von 220 Opfern aus.
Jiří Padevět nennt etwa 80 Menschen, die nachweislich auf der Elbbrücke und an anderen Orten der Stadt ums Leben kamen. Am 1. August 1945 wurden im Krematorium von Theresienstadt 24 Tote aus Aussig eingeäschert.

## Juristische Aufarbeitung
Es gibt seit langem Behauptungen, dieses Massaker sei von der damaligen tschechoslowakischen Regierung unter Ministerpräsident Zdeněk Fierlinger organisiert worden.
Durch die Arbeit von Otfrid Pustejovsky gilt heute als gesichert, dass der im tschechoslowakischen Innenministerium tätige Stabskapitän Bedřich Pokorný ein Hauptorganisator dieses Verbrechens war. Er hatte neun Wochen zuvor den Brünner Todesmarsch (Beginn am 31. Mai 1945) organisiert. Eine offizielle juristische Aufbereitung des Geschehens hat nicht stattgefunden. Das Beneš-Dekret 115/46 erklärt derlei Handlungen bis 28. Oktober 1945 im Kampfe zur Wiedergewinnung der Freiheit, … oder die eine gerechte Vergeltung für Taten der Okkupanten oder ihrer Helfershelfer zum Ziel hatte, … für nicht widerrechtlich.

## Erinnerungskultur

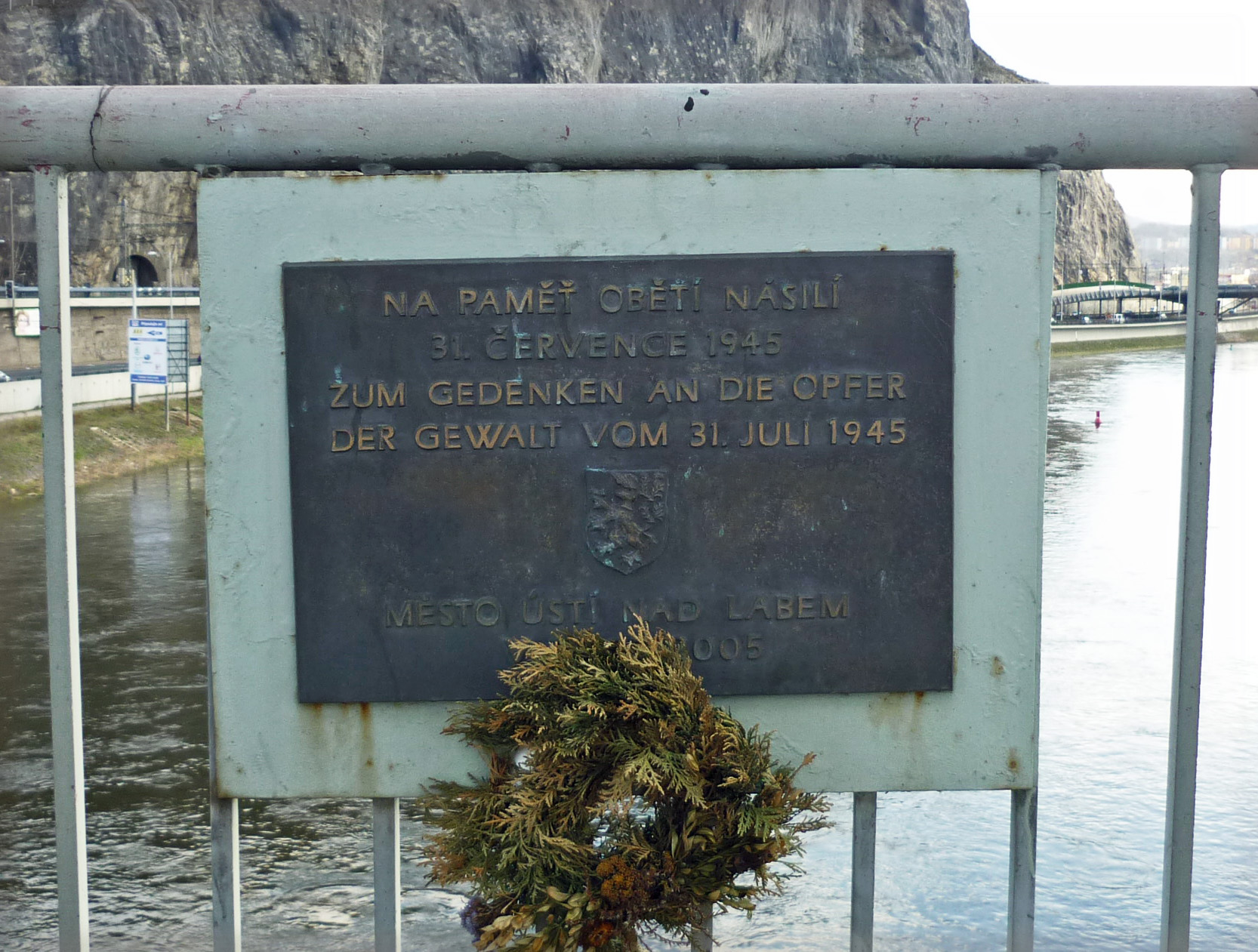
Zweisprachige Gedenktafel auf der Dr.-Edvard-Beneš-Brücke über die Elbe (2013)

Am 31. Juli 2005 enthüllte der Oberbürgermeister Petr Gandalovič auf der Edvard-Beneš-Brücke eine Gedenktafel für die Opfer des Massakers an den deutschen Zivilisten als Zeichen der Versöhnung. Der Text der Inschrift lautet „Zum Gedenken an die Opfer der Gewalt vom 31. Juli 1945“. Dass es sich hier ausschließlich um Deutsche gehandelt hat, wird nicht erwähnt, der Text ist jedoch zweisprachig (tschechisch und deutsch).
An der Außenfassade des neuen Altvaterturms auf dem Wetzstein nahe der Stadt Lehesten im südlichen Thüringer Wald wurde am 28. August 2005 eine Bronze-Relieftafel angebracht.